# Ізабелін (Плоцький повіт)
Ізабелін (пол. Izabelin) — село в Польщі, у гміні Брудзень-Дужий Плоцького повіту Мазовецького воєводства.
Населення — 94 особи (2011).
У 1975-1998 роках село належало до Плоцького воєводства.

## Демографія
Демографічна структура станом на 31 березня 2011 року:
|          | Загалом | Допрацездатний вік | Працездатний вік | Постпрацездатний вік |
| -------- | ------- | ------------------ | ---------------- | -------------------- |
| Чоловіки | 48      | 7                  | 34               | 7                    |
| Жінки    | 46      | 9                  | 25               | 12                   |
| Разом    | 94      | 16                 | 59               | 19                   |